# Jižní front (druhá světová válka)
Jižní front (rusky Южный фронт) byl název dvou vojenských formací Rudé armády za druhé světové války.

## Jižní front (25. června 1941 – 28. července 1942)

### Historie
Jižní front byl poprvé zřízen 25. června 1941 podle rozkazu Hlavního stanu z 23. června, skládal se z velitelství Moskevského vojenského okruhu přesunutého do Moldávie a 9. a 18. armády na sovětsko-rumunské hranici.
Začátkem války se vojska frontu bránila Rumunům v Moldávii, koncem července ustoupila za Dněstr, koncem srpna za Dněpr, pouze v Oděse zůstala Přímořská armáda. Do listopadu 1941 front ustoupil až k Donu. 28. listopadu front při úspěšném protiútoku osvobodil Rostov, ztracený 20. listopadu. Bylo to první velké město znovudobyté Rudou armádou. V lednu 1942 Jižní front společně s Jihozápadním frontem v Barvenkovsko-lozovské operaci postoupil o 100 km, ale poté sovětská ofenzíva uvázla. V květnu 1942 byla sovětská vojska v Barvenkovském výběžku zničena, Jihozápadní front ve zmatku utíkal na západ, Jižní front proto ustoupil za dolní Don.
28. července 1942 byl Jižní front zrušen, vojska byla podřízena Severokavkazskému frontu.

### Podřízené jednotky
- 9. armáda (25. června 1941 – 4. června 1942 a 12. – 28. července 1942)
- 18. armáda (25. června 1941 – 28. července 1942)

- 6. armáda (25. července – 10. srpna 1941 a 25. srpna – 27. září 1941)
- 12. armáda (25. července – 10. srpna 1941 a 25. srpna 1941 – 28. července 1942)
- 24. armáda (20. května – 28. července 1942)
- 37. armáda (15. listopadu 1941 – 28. července 1942)
- 51. armáda (25. – 28. července 1942)
- 56. armáda (30. listopadu 1941 – 28. července 1942)
- 57. armáda (10. ledna – 20. května 1942)
- Přímořská armáda (20. července – 20. srpna 1941)
- 4. letecká armáda (22. května – 28. července 1942)

### Velení
Velitel
- 25. června – 30. srpna 1941 armádní generál Ivan Vladimírovič Ťuleněv
- 30. srpna – 5. října 1941 generálporučík Dmitrij Ivanovič Rjabyšev
- 5. října – 24. prosince 1941 generálplukovník Jakov Timofejevič Čerevičenko
- 24. prosince 1941 – 28. července 1942 generálporučík Rodion Jakovlevič Malinovskij

Člen vojenské rady
- 25. června – prosinec 1941 armádní komisař 1. stupně Alexandr Ivanovič Zaporožec
- prosinec 1941 – 28. července 1942 divizní komisař Illarion Ivanovič Larin

Náčelník štábu
- 25. června – červen 1941 generálmajor Gavriil Danilovič Šišenin
- červen – červenec 1941 plukovník Feodosij Konstantinovič Korženěvič
- červenec – srpen 1941 generálmajor Fjodor Nikolajevič Romanov
- srpen 1941 – 28. července 1942 generálmajor (od 27. prosince 1941 generálporučík) Alexej Innokenťjevič Antonov

| Předchůdce                                |                                                                | Nástupce |
| velitelství Moskevského vojenského okruhu | velitelství Jižního frontu 25. června 1941 – 28. července 1942 | -        |

| Předchůdce |                                                 | Nástupce                            |
| -          | Jižní front 25. června 1941 – 28. července 1942 | včleněn do Severokavkazského frontu |

## Jižní front (1. ledna – 20. října 1943)

### Historie
Podruhé byl Jižní front vytvořen 1. ledna 1943 přejmenováním Stalingradského frontu
V lednu – březnu 1943 front pokračoval v Rostovské operaci, osvobodil Rostov na Donu a dospěl až k řece Mius. Od srpna 1943 v nové ofenzívě front osvobodil Donbas, postoupil k dolnímu toku Dněpru a zablokoval německou 17. armádu na Krymu.
20. října 1943 byl podle rozkazu Hlavního stanu z 16. října přejmenován na 4. ukrajinský front

### Podřízené jednotky
- 2. gardová armáda (1. ledna – 20. října 1943)
- 28. armáda (1. ledna – 20. října 1943)
- 51. armáda (1. ledna – 20. října 1943)
- 8. letecká armáda (1. ledna – 20. října 1943)

- 3. gardová armáda (18. – 20. října 1943)
- 44. armáda (6. února – 20. října 1943)
- Azovská flotila

### Velení
Velitel
- 1. ledna – 2. února 1943 generálplukovník Andrej Ivanovič Jerjomenko
- 2. února – 22. března 1943 generálporučík (od 12. února 1943 generálplukovník) Rodion Jakovlevič Malinovskij
- 22. března – 20. října 1943 generálporučík (od 28. dubna 1943 generálplukovník, od 21. září 1943 armádní generál) Fjodor Ivanovič Tolbuchin

Člen vojenské rady
- 1. ledna – únor 1943 generálporučík Nikita Sergejevič Chruščov
- únor – září 1943 generálporučík Kuzma Akimovič Gurov
- září – 20. října 1943 generálplukovník Jefim Afanasjevič Ščaděnko

Náčelník štábu
- 1. ledna – duben 1943 generálmajor Ivan Semjonovič Varennikov
- duben – 20. října 1943 generálmajor (od 30. srpna 1943 generálporučík) Sergej Semjonovič Birjuzov